# Hẻm

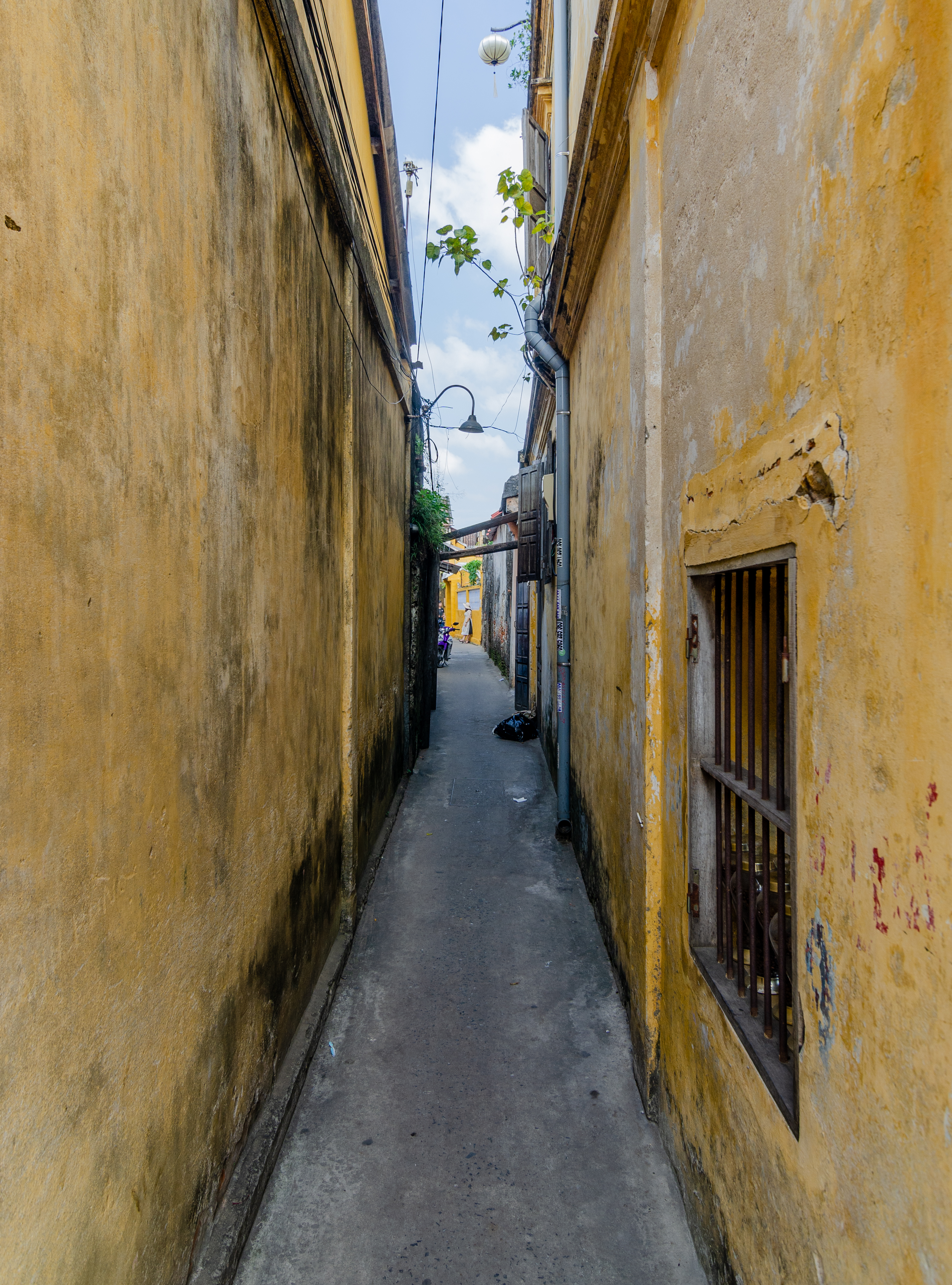
Một con hẻm ở phố cổ Hội An

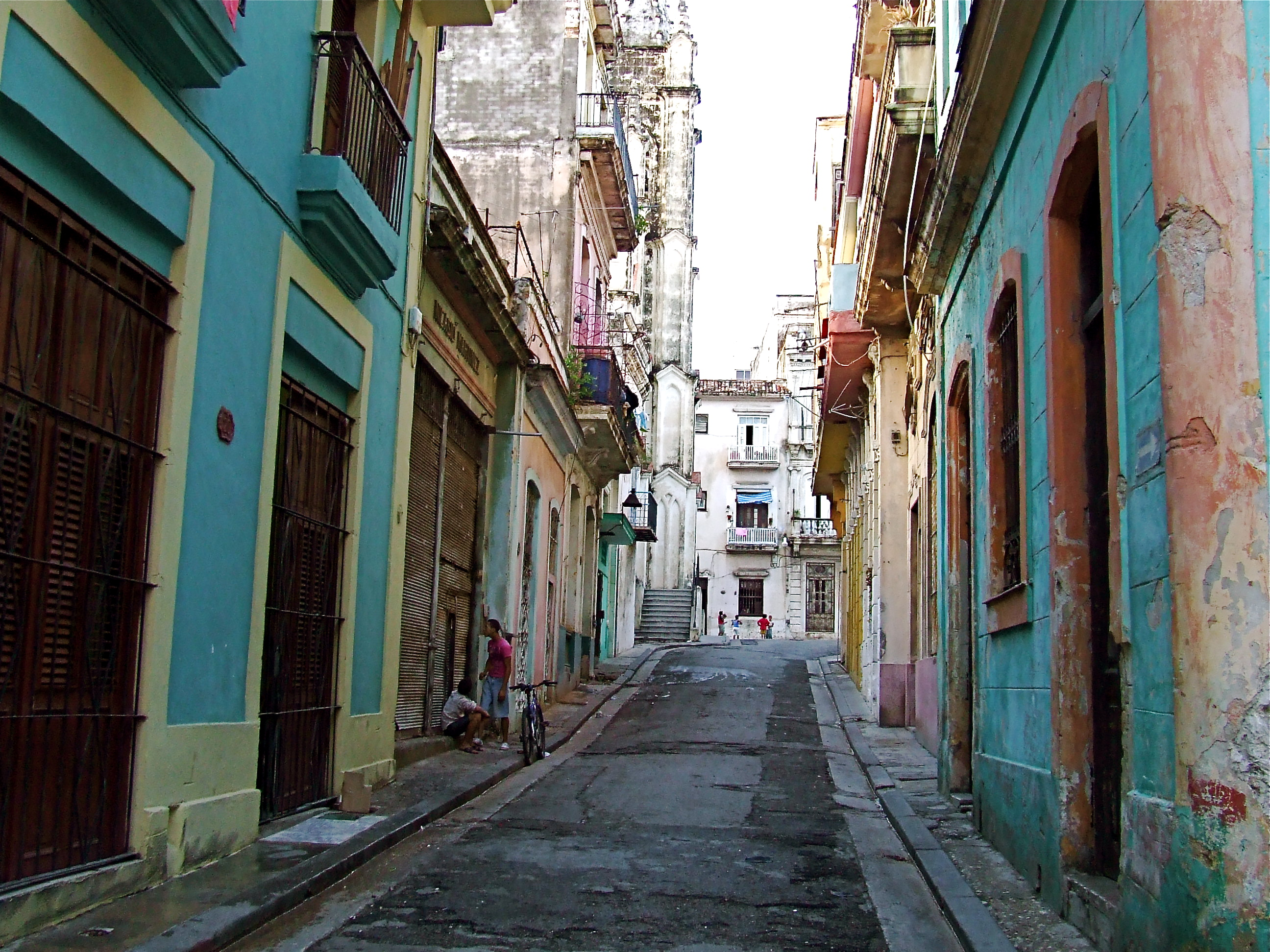
Một con hẻm ở phố cổ Havana

Hẻm (Alley) hay Ngõ (Alleyway) hay gọi chung là ngõ hẻm là làn đường, lối đi hoặc một lối đi hẹp, thường dành cho người đi bộ, chúng thường chạy dọc giữa, phía sau hoặc bên trong các tòa nhà ở các khu vực cũ kỹ của thị trấn và thành phố. Hẻm cũng là lối vào phía sau hoặc đường công (làn sau), hoặc lối đi, cửa ngõ, đường đi hoặc thông lộ (tiếng Pháp: Allée) trong công viên hoặc khu vườn. Ở Việt Nam, hẻm (miền Nam) hay ngõ (miền Bắc) hay kiệt (miền Trung) là những thuật ngữ được sử dụng để mô tả những con đường hẹp rẽ nhánh ra khỏi những con đường chính. Một con hẻm hoặc lối đi có mái che, thường có các cửa hàng liên kế hai bên. Hẻm ở Việt Nam có đặc trưng là chúng hẹp về bề rộng và được nối bằng các tòa nhà hẹp, nhiều tầng được gọi là nhà ống, tạo ra một dạng đô thị dày đặc san sát và dựng đứng. 
Hẻm/Ngõ/Kiệt là một loại hình quy hoạch đô thị đậm chất kiến trúc bản xứ của Việt Nam, chúng phổ biến ở Thành phố Hồ Chí Minh và Hà Nội. Ở Thành phố Hồ Chí Minh, khoảng 65% cư dân sống trong những con hẻm. Các con hẻm là một dạng đô thị chưa được nghiên cứu kỹ lưỡng trong lịch sử của hầu hết các thành phố châu Á. Chúng cung cấp bối cảnh cho hầu hết cuộc sống đô thị hàng ngày và bản sắc dựa trên địa điểm, việc xem xét chúng có thể làm sáng tỏ ý tưởng truyền thống về một thành phố toàn cầu và góp phần tạo ra một quan niệm mới về đô thị hóa như một quá trình mang tính địa phương cao. 
Mái vòm là một loại lối đi có mái che khác và loại đơn giản nhất không khác gì những con hẻm mà sau này người ta đã thêm mái kính vào. Những ví dụ có thể thấy như Palais Royal ở Paris (khai trương năm 1784), Passage de Feydeau ở Paris (khai trương năm 1791). Hầu hết các mái vòm khác với các con hẻm ở chỗ chúng là các công trình kiến trúc được xây dựng với mục đích thương mại và là một dạng trung tâm mua sắm. Tất cả các con hẻm này từ lâu đã gắn liền với nhiều loại hình kinh doanh, đặc biệt là các quán nhậu, quán cà phê. Một số con hẻm có mái che vì chúng nằm trong các tòa nhà, chẳng hạn như đường hầm ở Lyon, hoặc khi chúng là lối đi dành cho người đi bộ qua kè đường sắt ở Anh. Loại thứ hai đi theo đường ưu tiên tồn tại trước khi đường sắt được xây dựng.

## Hình ảnh

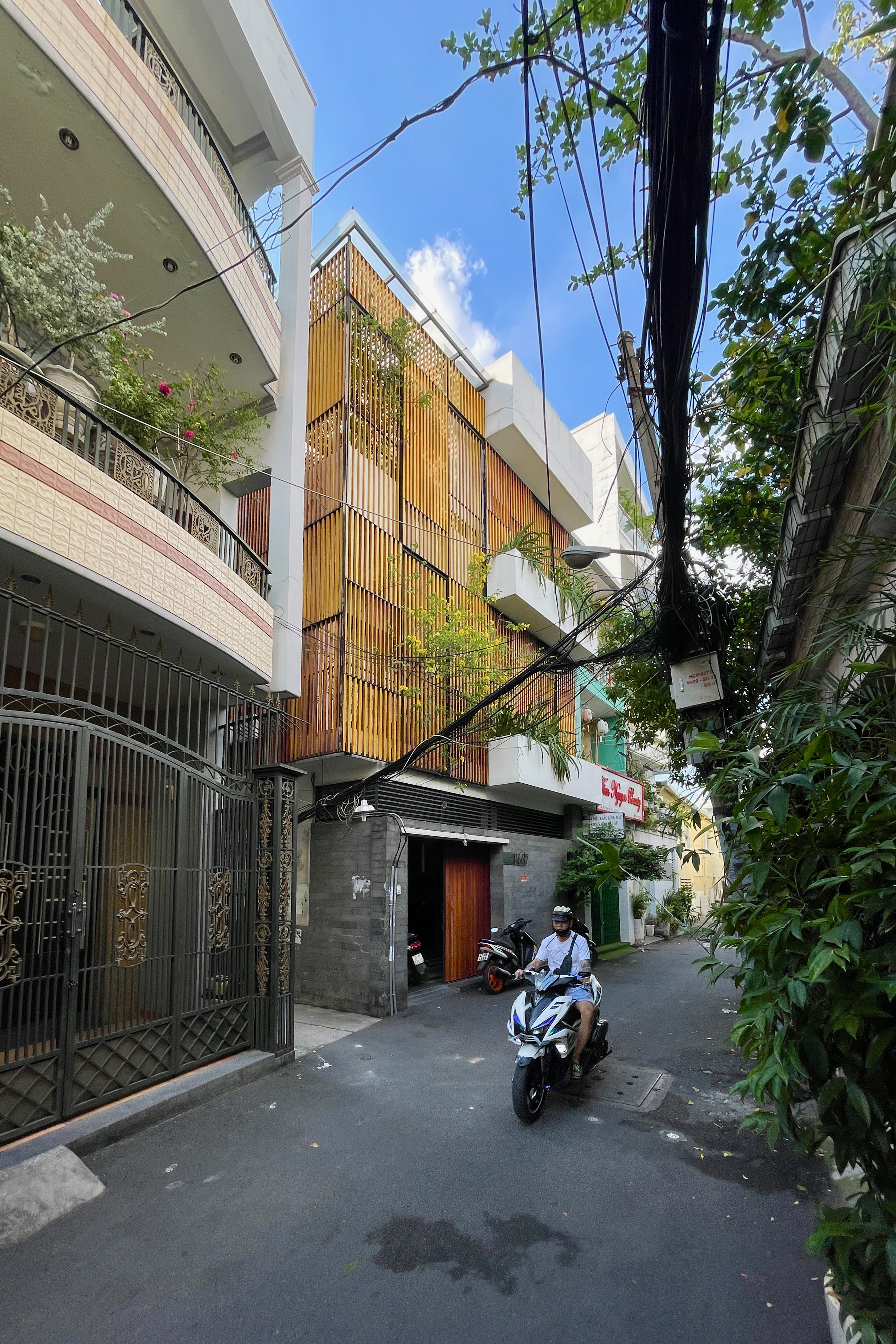
Một con hẻm ở Quận 3, Thành phố Hồ Chí Minh
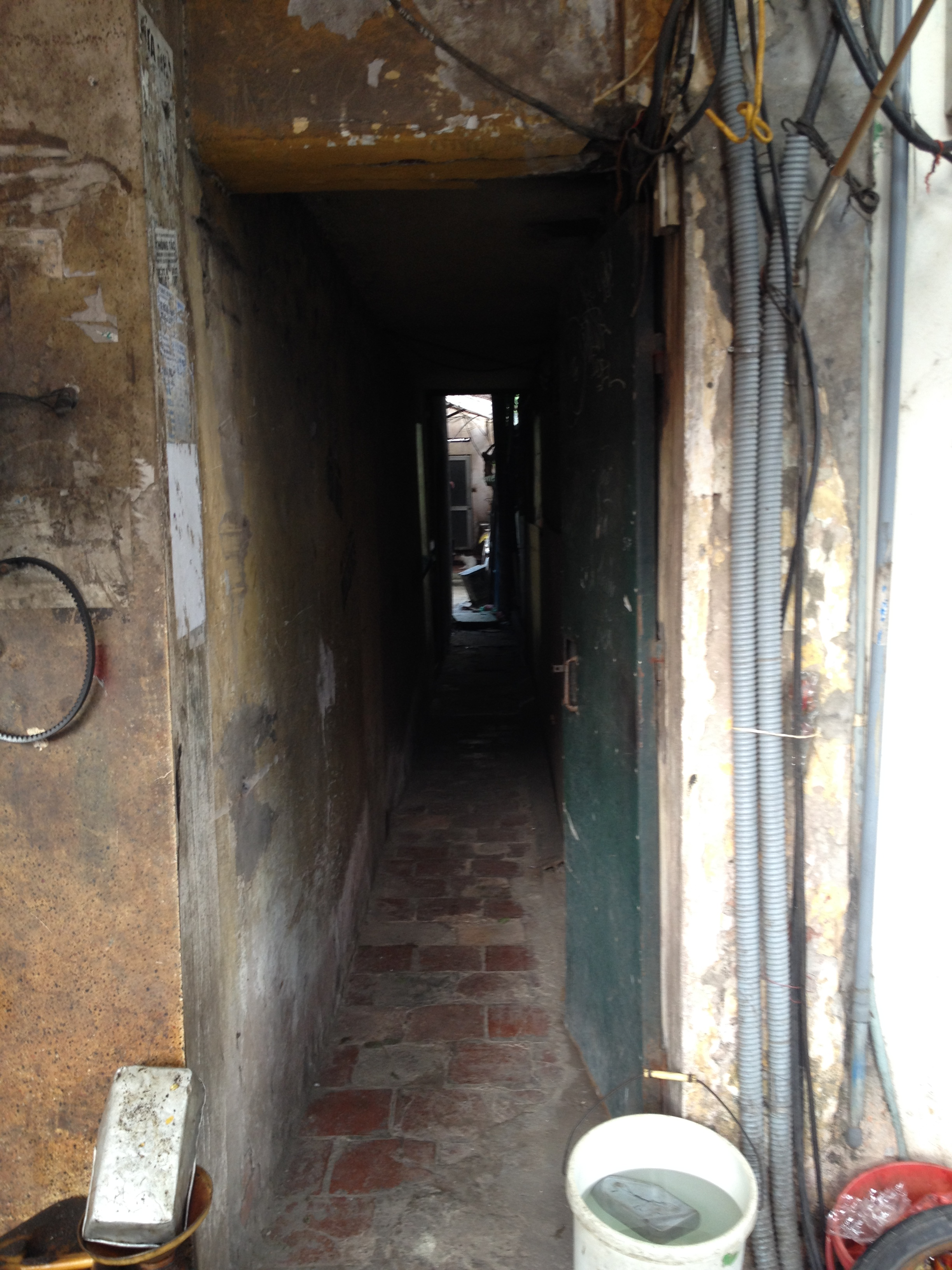
Ngõ 63, Phủ Doãn, Hà Nội
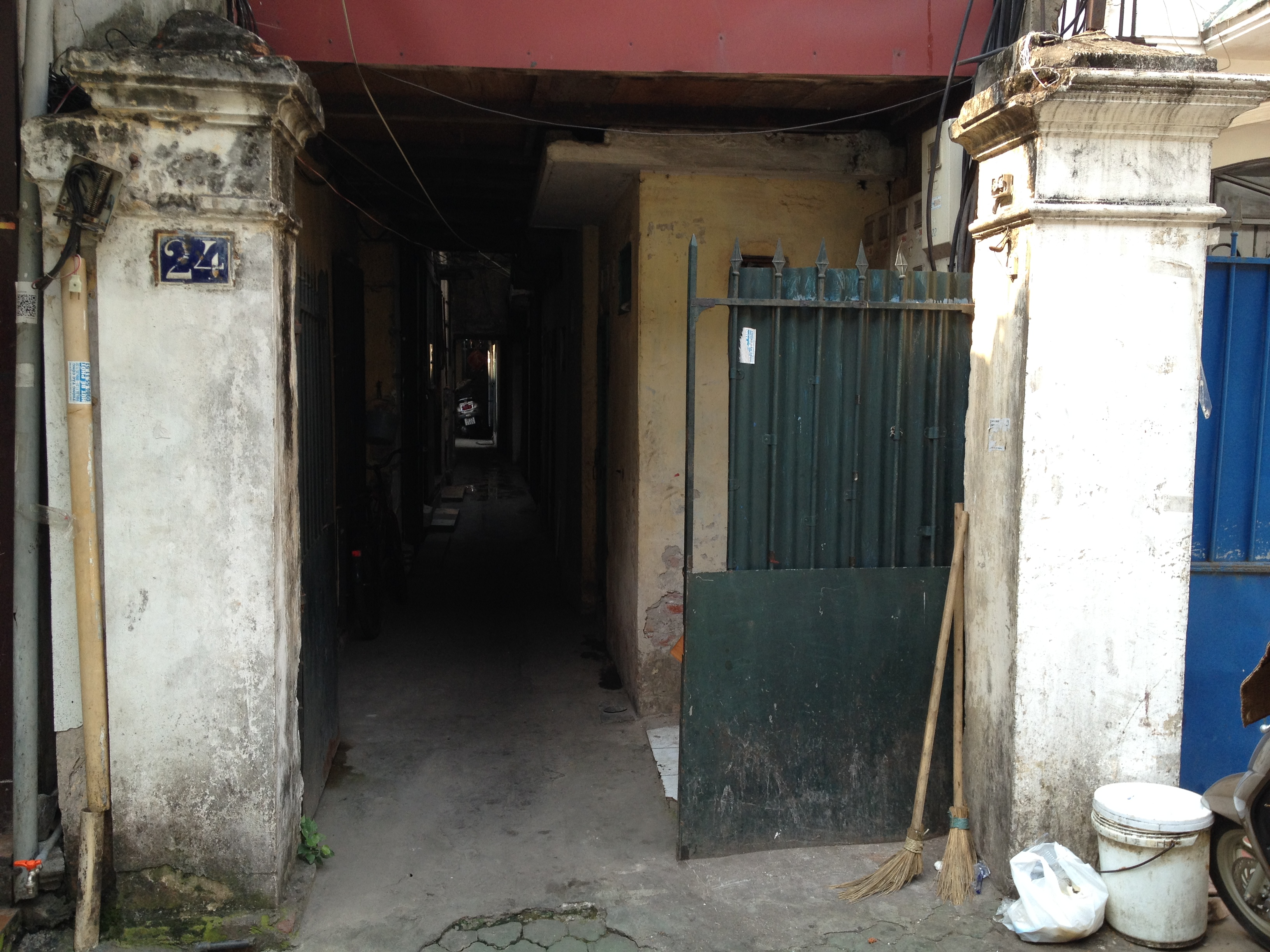
Ngõ ở đường Tống Duy Tân, Hà Nội
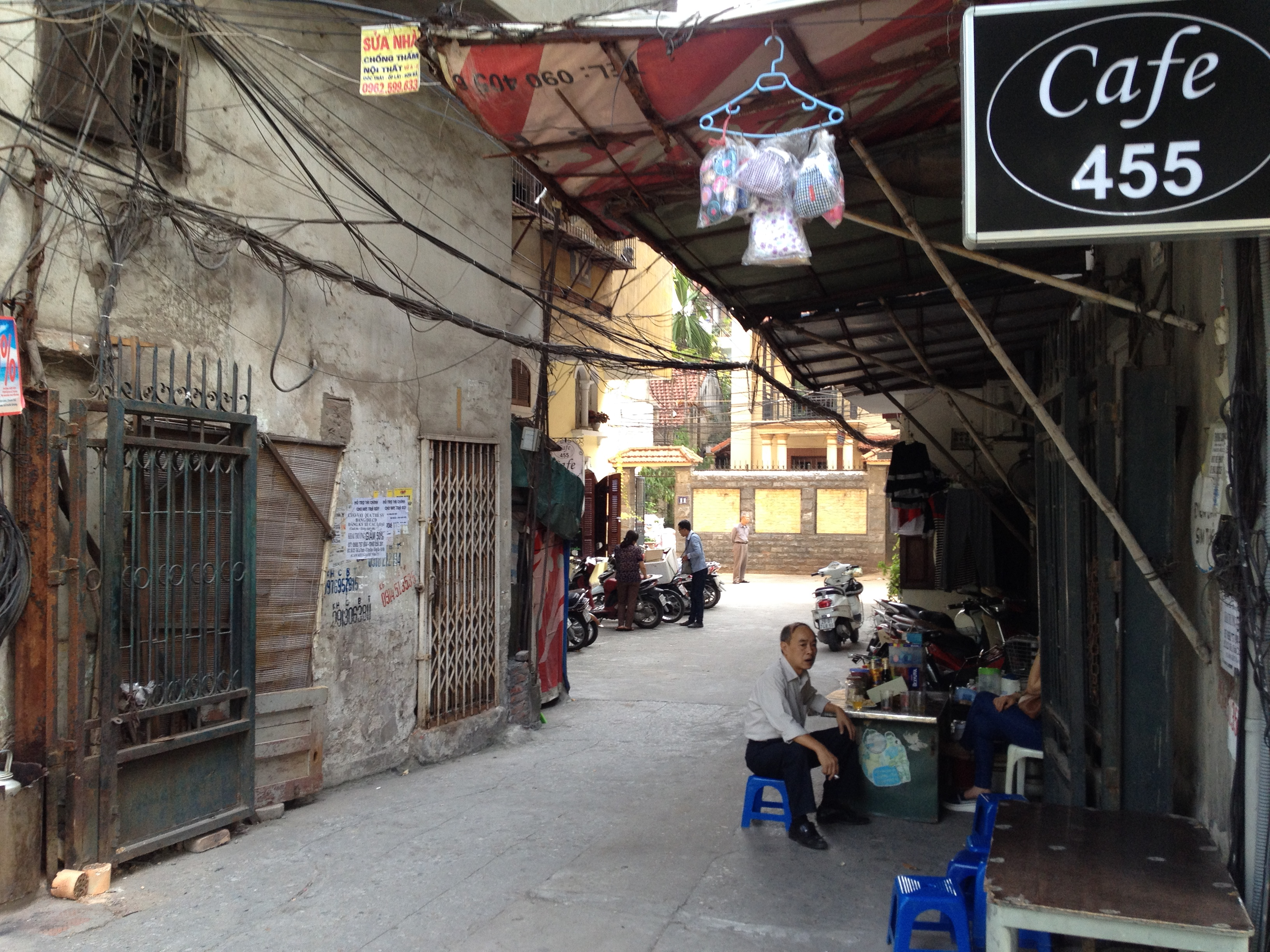
Ngõ phố Kim Mã ở Hà Nội
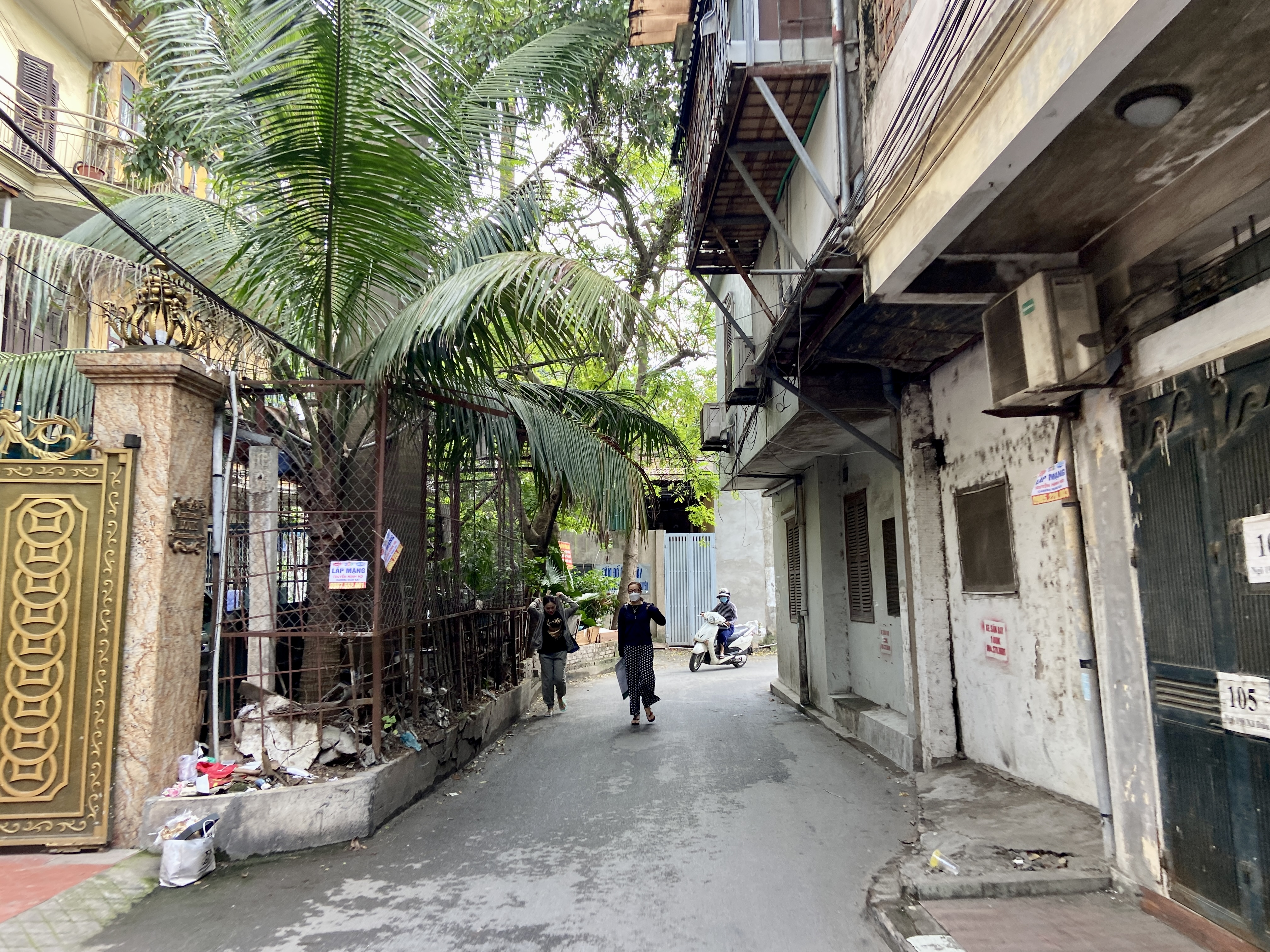
Ngõ 198 Xã Đàn, Hà Nội
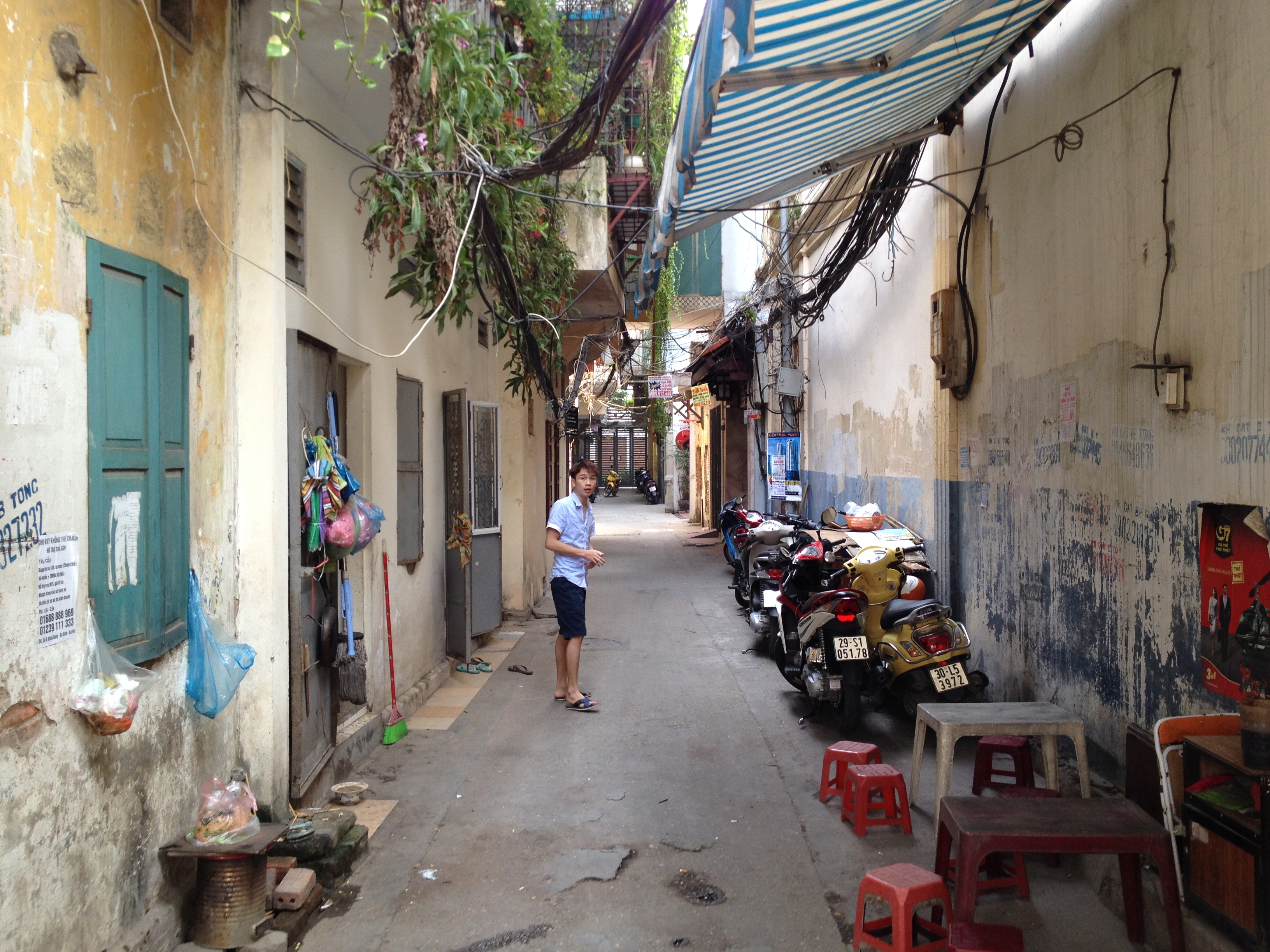
Ngõ Giảng Võ, Hà Nội
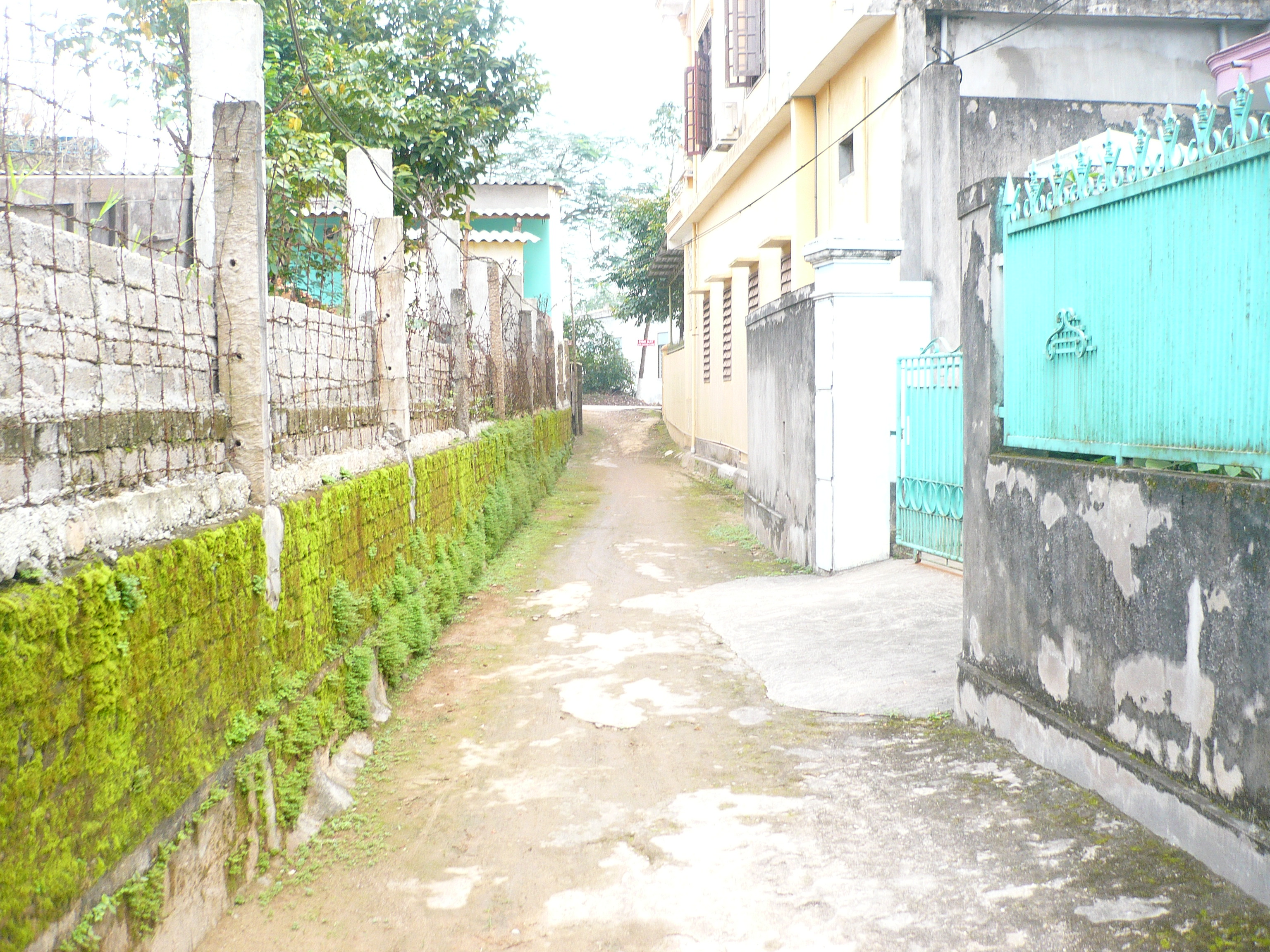
Ngõ vào ở Việt Nam
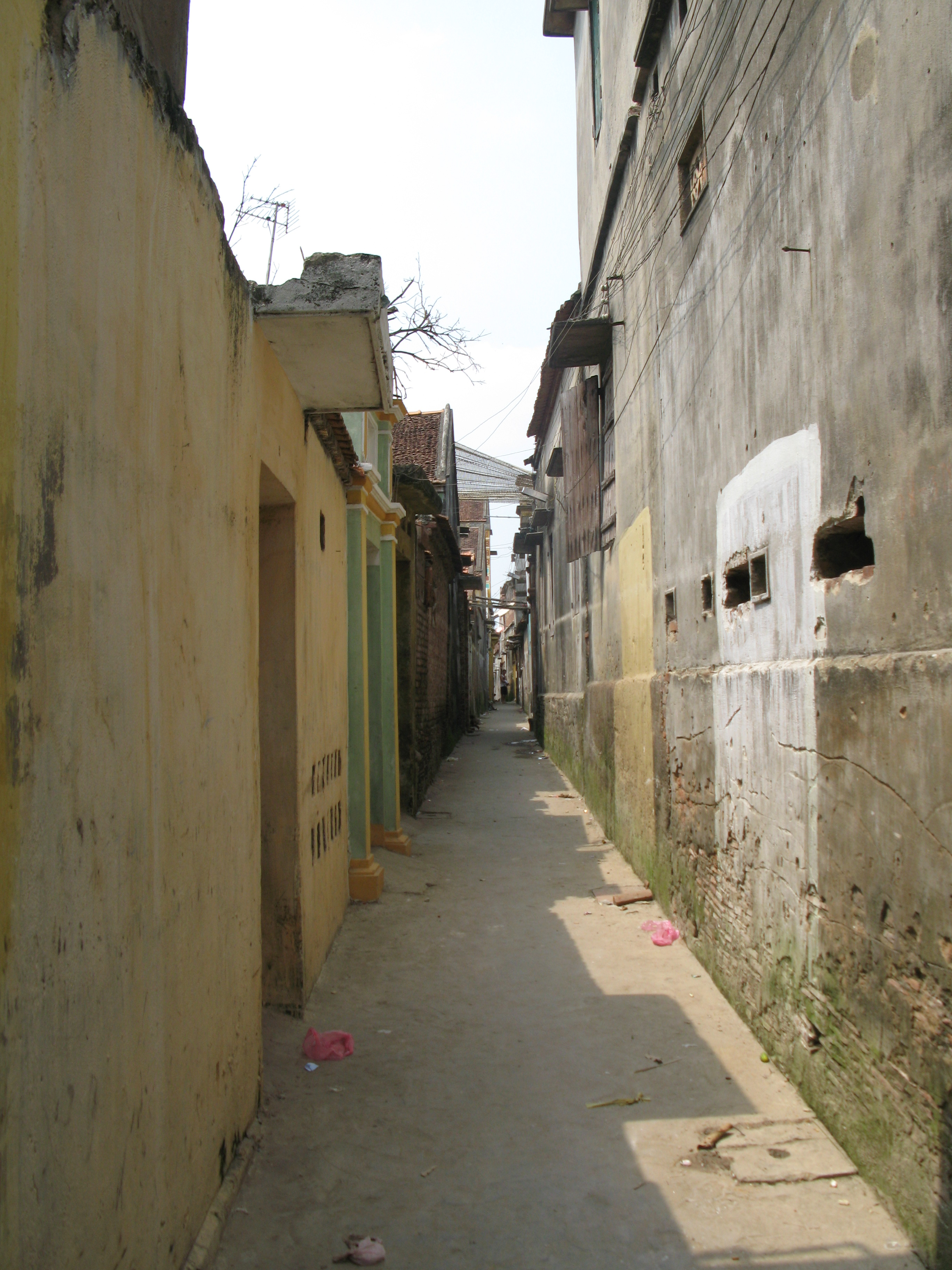
Ngõ ở Bắc Giang
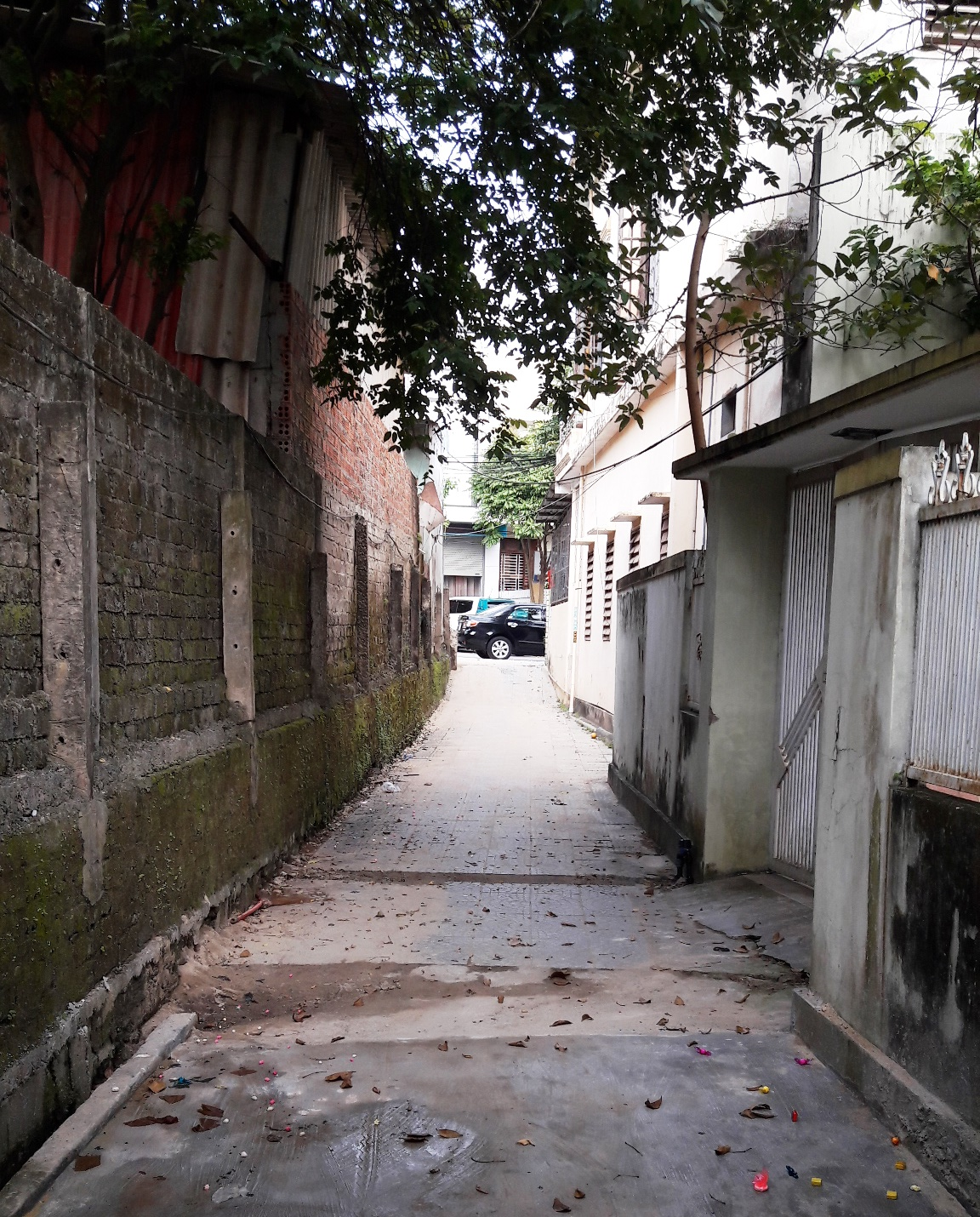
Ngõ ở Phường 1 Đông Hà
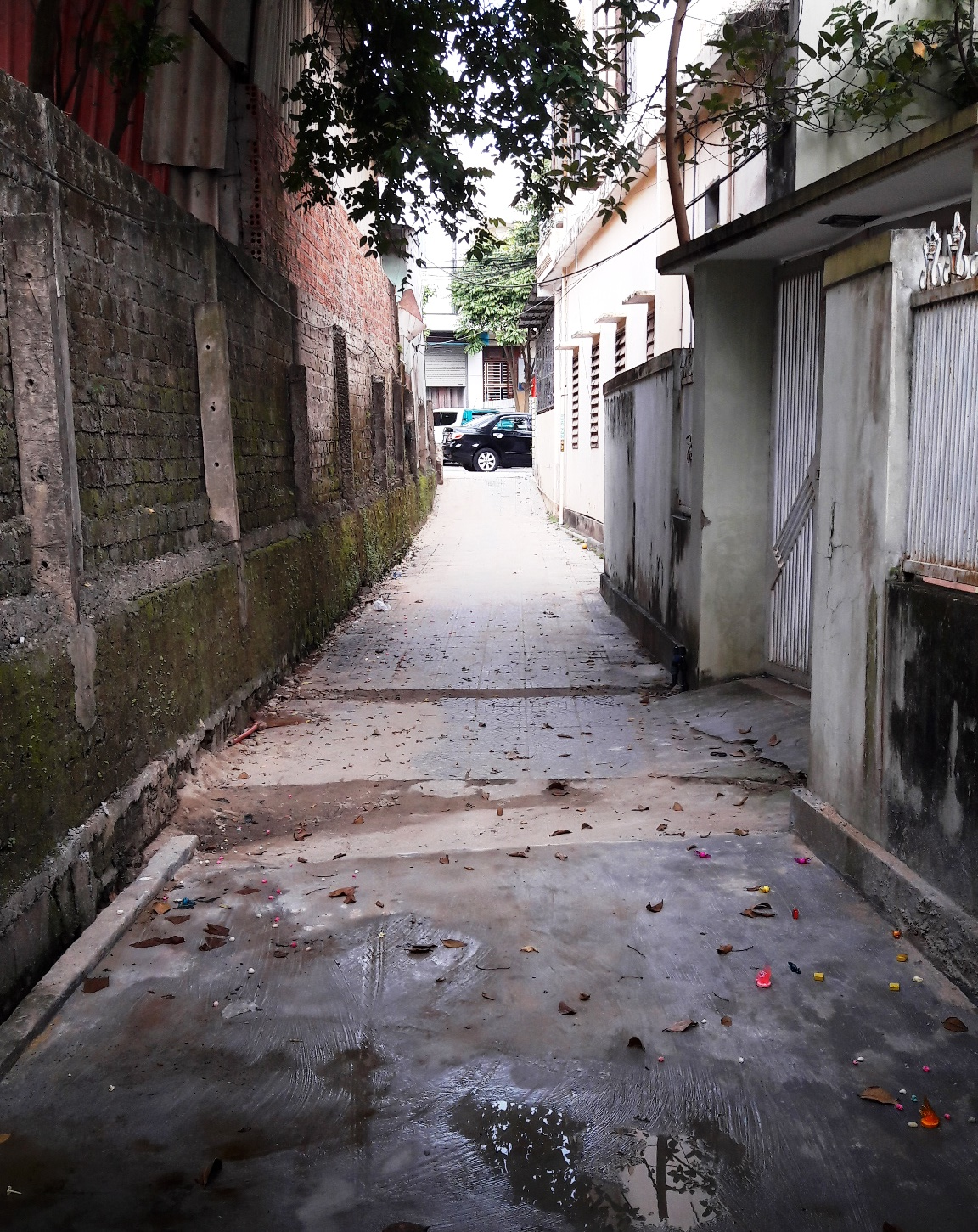
Hẻm vào ở Phường 1 Đông Hà
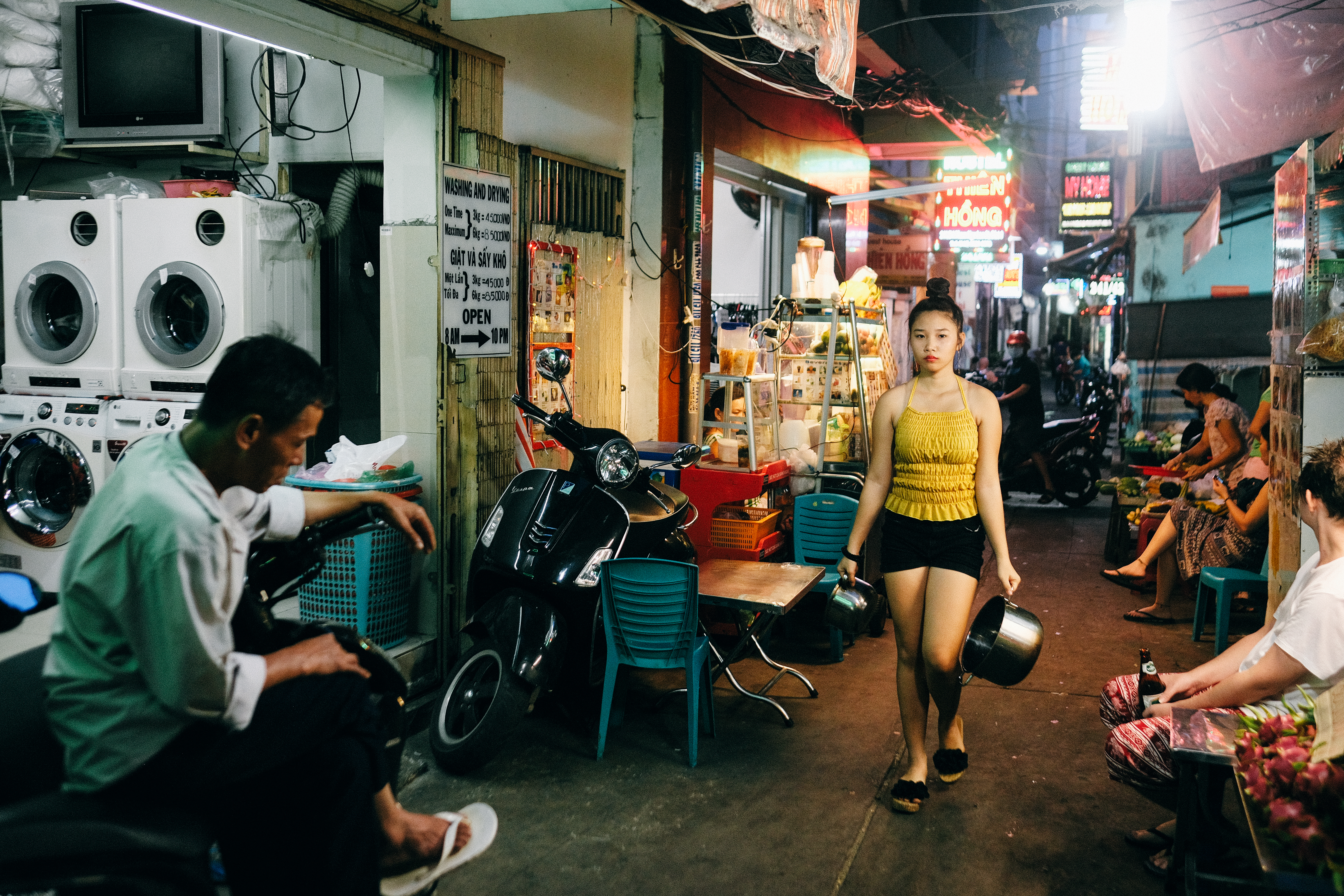
Cuộc sống hàng ngày ở một con hẻm